# Mahalangur Himal
Mahalangur Himal (nepalès महालङ्गूर हिमाल) és una secció de l'Himàlaia, al nord-est del Nepal i al sud-centre del Tibet, que s'estén a l'est des del pas de Nangpa La, entre la Rolwaling Himal i el Cho Oyu, fins al riu Arun. Inclou el Mont Everest, el Lhotse, el Makalu i el Cho Oyu — quatre dels sis cims més alts de la Terra. Pel costat tibetà les aigües drenen a les glaceres Rongbuk i Kangshung i pel costat nepalès al riu Barun, la glacera Ngojumba i la glacera del Khumbu, entre d'altres. Tots són tributaris del riu Kosi via el riu Arun al nord i est o al Dudh Koshi al sud.
El Mahalangur Himal es divideix en tres subseccions:
- Makālu (en nepalès: मकालु). Sector més proper al riu Arun i que segueix la frontera entre el Nepal i la Xina. Inclou el Makalu (8.463 metres), el Chomo Lonzo (7.790 metres), el sud de la vall de Kama al Tibet, el Kangchungtse o Makalu II (7.678 metres), i altres deu pics de més de 6.000 metres.
- Barun (en nepalès: बरुण, Baruṇa). Dins el Nepal i al sud de la secció del Makālu. Inclou el Chamlang (7.319 metres) i el Chamlang Est (7.235 metres), el Baruntse (7.129 metres), l'Ama Dablam (6.812 metres), i altres disset cims de més de 6.000 metros.
- Khumbu (en nepalès: खुम्बु). Seguint la frontera internacional a l'oest de la secció Makālu, incluoent el massís de l'Everest: Everest (8.848 metres), Lhotse (8.516 metres), Nuptse (7.855 metres) i el Changtse (7.580 metres). A l'oest de l'Everest hi ha el Pumori (7,161 metres) i el Cho Oyu (8.201 metres), a més de vint altres cims de més de 7.000 metres i trenta-sis de més de 6.000 metres.[2]

La regió de Khumbu és la part més coneguda de la serralada, principalment perquè en ella hi ha la ruta d'accés habitual per arribar al Camp Base de l'Everest i ascendir al seu cim per la collada Sud.